# Parapsammophila ponderosa
Parapsammophila ponderosa är en biart som först beskrevs av Gerstaecker 1871.  Parapsammophila ponderosa ingår i släktet Parapsammophila och familjen grävsteklar. Inga underarter finns listade i Catalogue of Life.